# El Potrero
El Potrero é um município da província de Salta, na Argentina.